# Koblenz (Duitsland)
Koblenz is een kreisvrije stad in Duitsland, gelegen aan de monding van de Moezel in de Rijn en behorend tot Rijnland-Palts. De stad telt 113.388 inwoners (31 december 2020). Hiermee is Koblenz de vierde stad van deze deelstaat, waarvan het tussen 1947 en 1950 de hoofdstad was. De naam van de stad verwijst naar haar ligging: ze gaat terug op het Latijnse confluentes, dat samenvloeiing betekent. De stad ligt voor het grootste deel op de linker Rijnoever, ter hoogte van Rijnkilometer 592.

## Deutsches Eck enDeutschherrenhaus

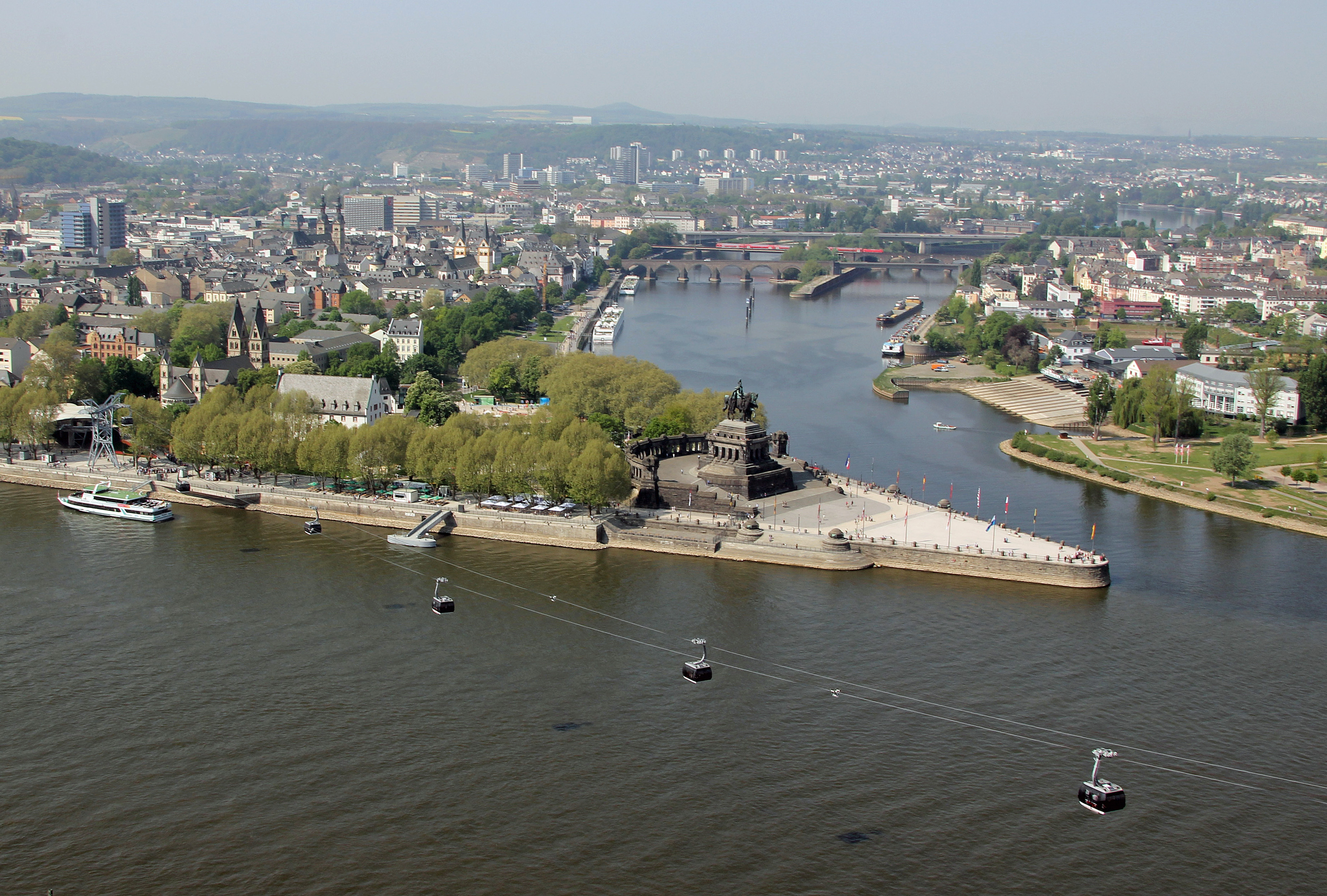
Deutsches Eck

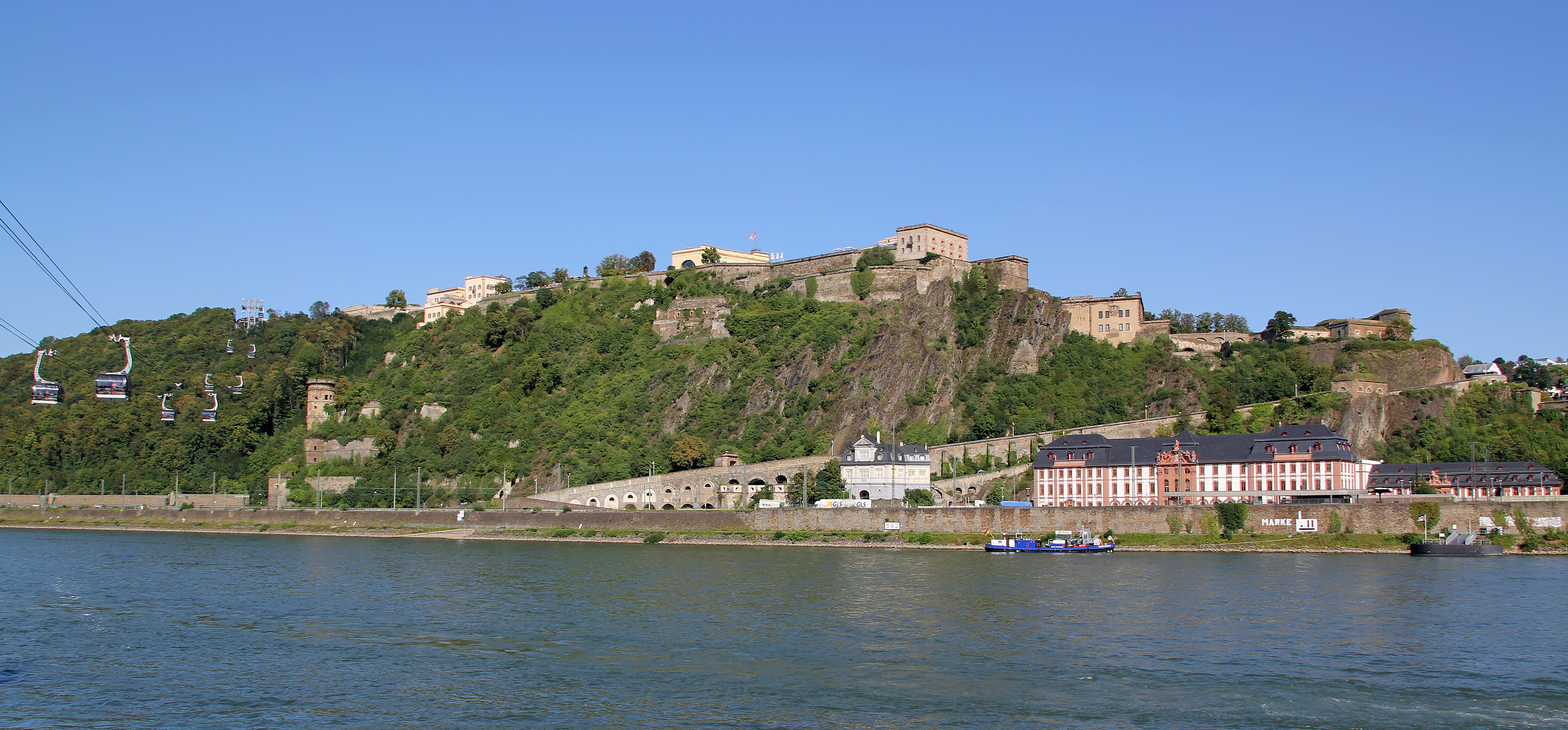
Fort Ehrenbreitstein

Op het punt waar Rijn en Moezel samenkomen bevindt zich het Deutsches Eck met een groot monument dat ter ere van keizer Wilhelm I werd opgericht en waar sinds 1993 een replica van zijn in 1945 verwoeste ruiterstandbeeld staat. De naam van deze plek gaat terug op de Duitse Orde, die in deze buurt sinds de 13de eeuw bezittingen had. In het, nog intacte, Deutschherrenhaus van deze ridderorde, het oorspronkelijke Deutsches Eck, bevindt zich sinds 1992 een museum voor hedendaagse Franse kunst, het Ludwig Museum im Deutschherrenhaus.

## Fort Ehrenbreitstein en Balduinbrug
Op de rechteroever van de Rijn ligt het fort Ehrenbreitstein, ooit na Gibraltar de grootste rotsvesting van Europa. Aan de voet van de vesting bevindt zich het Mutter-Beethoven-Haus, het huis waarin de moeder van de componist Ludwig van Beethoven werd geboren. Het is nu een museum, gewijd aan de componist, zijn jeugdvrienden uit Koblenz en aan het plaatselijke hofleven.
Van de vele bruggen in Koblenz dateert de oudste, de Balduinbrug over de Moezel, uit de 14e eeuw. Van een brug over de Rijn die de Romeinen hier in de 1e eeuw v.Chr. hadden gebouwd, zijn resten teruggevonden.

## Bezienswaardigheden

### Kerken
- Onze-Lieve-Vrouwekerk, een rooms-katholieke kerk gebouwd in de 13e eeuw en staat in het oude centrum van de stad.
- Sint-Florinuskerk, is een evangelische kerk
- Sint-Kastorbasiliek
- Sint-Menaskerk
- Sint-Aldegondiskerk
- Heilig-Hartkerk, is een van de belangrijkste neoromaanse kerkgebouwen van Duitsland.
- Sint-Mauritiuskerk
- Sint-Jozefkerk
- Petrus en Pauluskerk
- Jezuïetenkerk
- Christuskerk
- Sint-Laurentiuskerk

### Forten
- Slot Stolzenfels is een slot in het Midden-Rijndal. De geschiedenis gaat terug tot een Keur-Trierse tolburcht uit de 13e eeuw.
- Fort Ehrenbreitstein is een 19e-eeuws fort, gelegen op de gelijknamige heuvel aan de Rijn tegenover de monding van de rivier de Moezel.

### Musea
- Ludwig Museum im Deutschherrenhaus, in de collectie veel Franse kunst, met de nadruk op de periode na de Tweede Wereldoorlog.
- Wehrtechnische Studiensammlung Koblenz (WTS) is een technisch museum voor militaire technologie.
- DB Museum Koblenz, een spoorwegmuseum.
- Mutter-Beethoven-Haus, gewijd aan Ludwig van Beethoven

## Media
Het plaatselijke dagblad van Koblenz, de Rhein-Zeitung, verschijnt sinds 1946 en wordt uitgegeven door de Mittelrhein-Verlag.  

## Sport
Historisch gezien is TuS Koblenz de succesvolste voetbalclub van Koblenz en speelt haar wedstrijden in Stadion Oberwerth. De belangrijkste rivaal in de stad is Rot-Weiß Koblenz.
Koblenz was één keer etappeplaats in de wielerkoers Ronde van Frankrijk. In 1992 won de Belg Jan Nevens er een rit. Daarnaast is Koblenz meermaals opgenomen in het parcours van de Ronde van Duitsland.

## Stedenband
- Maastricht (Nederland)

## Geboren
- Klemens von Metternich (1773-1859), Oostenrijks staatsman, diplomaat en graaf
- Johannes Peter Müller (1801-1858), fysioloog, maritiem bioloog en vergelijkend anatoom
- Johann Heinrich Richter (1803–1845), schilder
- Henriette Sontag (1806-1854), operazangeres
- Joseph Giese (1821–1903), cellist
- Friedrich Wilhelm Voigt (1833-1894), componist, muziekpedagoog en dirigent
- Joseph Machhausen (1847-1894), glasschilder
- Christine von Hoiningen-Huene (1848-1920), Zwitsers schrijfster en historica
- Anton Diffring (1916-1989), acteur
- Karl-Heinz Steigerwald (1920-2001), natuurkundige
- Michel Auclair (1922-1988), Frans acteur
- Raymond Kintziger (1922-2010), Belgisch atleet
- Karl Adam (1924-1999), voetballer
- Valéry Giscard d'Estaing (1926-2020), President van de Franse Republiek (1974-1981)
- Jean Willrich (1953), Duits-Amerikaans voetballer
- Bodo Illgner (1967), voetbaldoelman
- Bennett (1997), dj en muziekproducent
- Theresa Bauml (1997), trialrijder

## Galerij

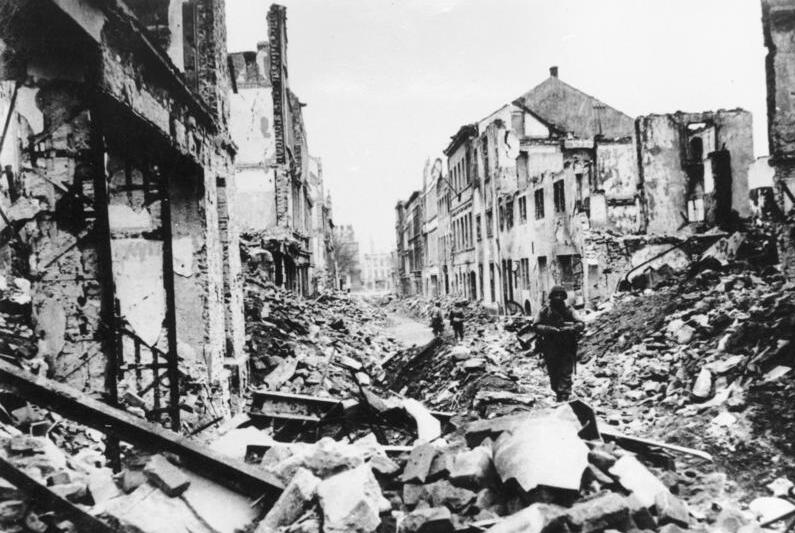
Amerikaanse soldaten in de verwoeste straten van Koblenz, kort na de verovering van de stad op 17 maart 1945
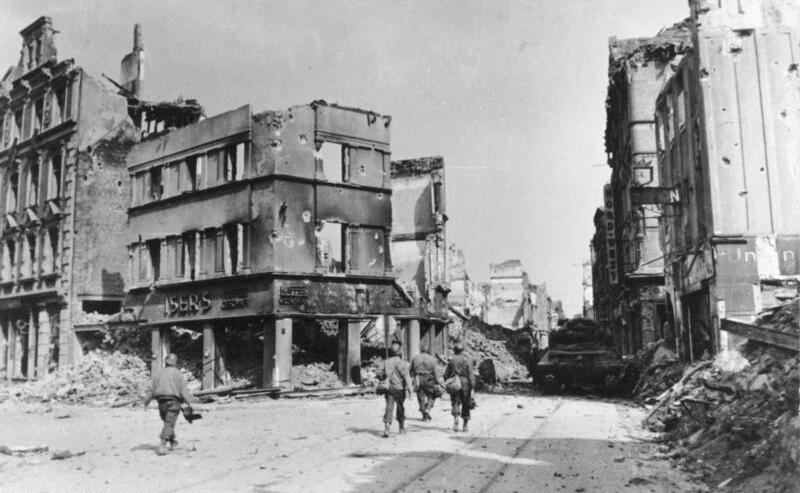
Koblenz, 18 maart 1945
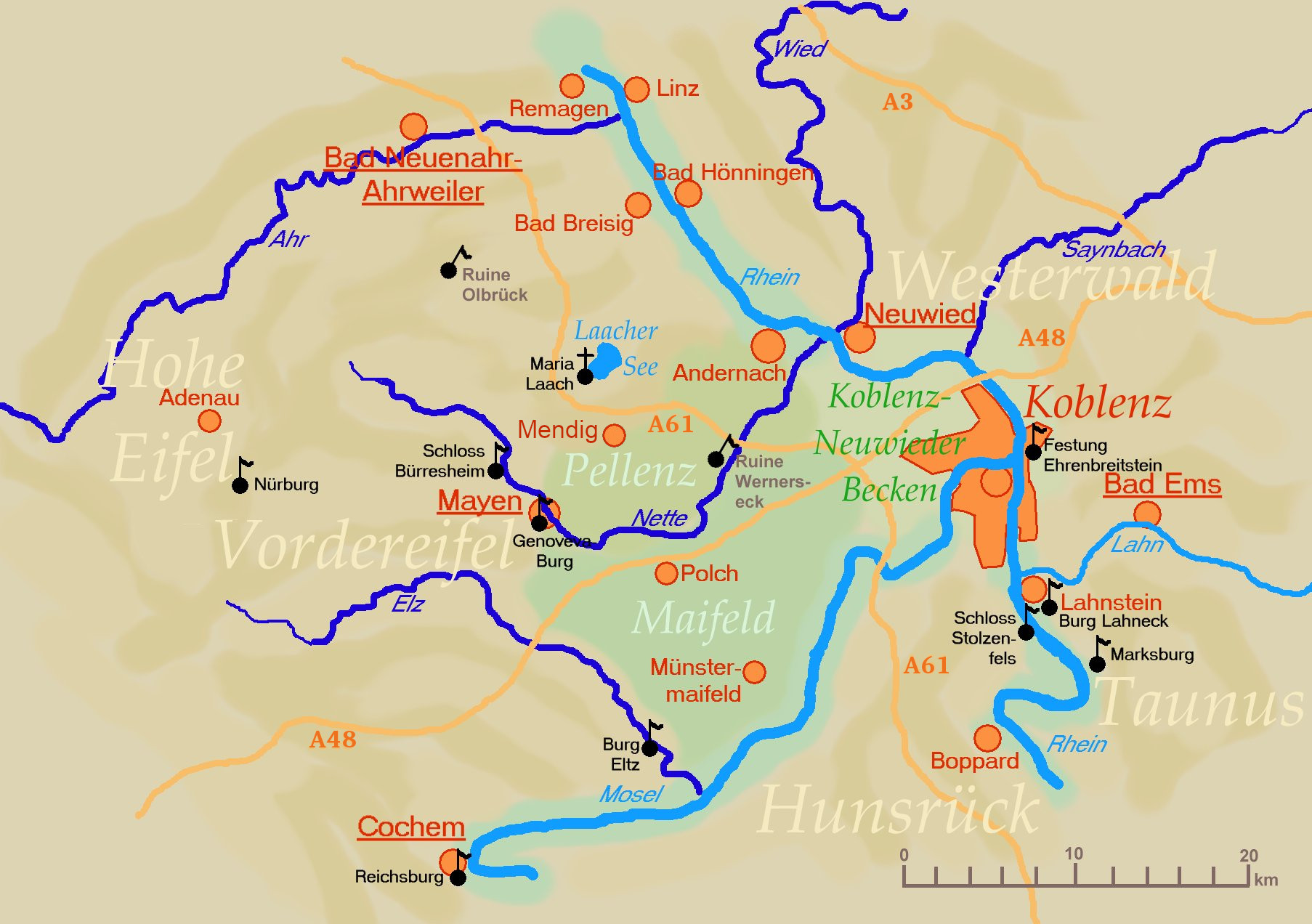
Koblenz en omgeving
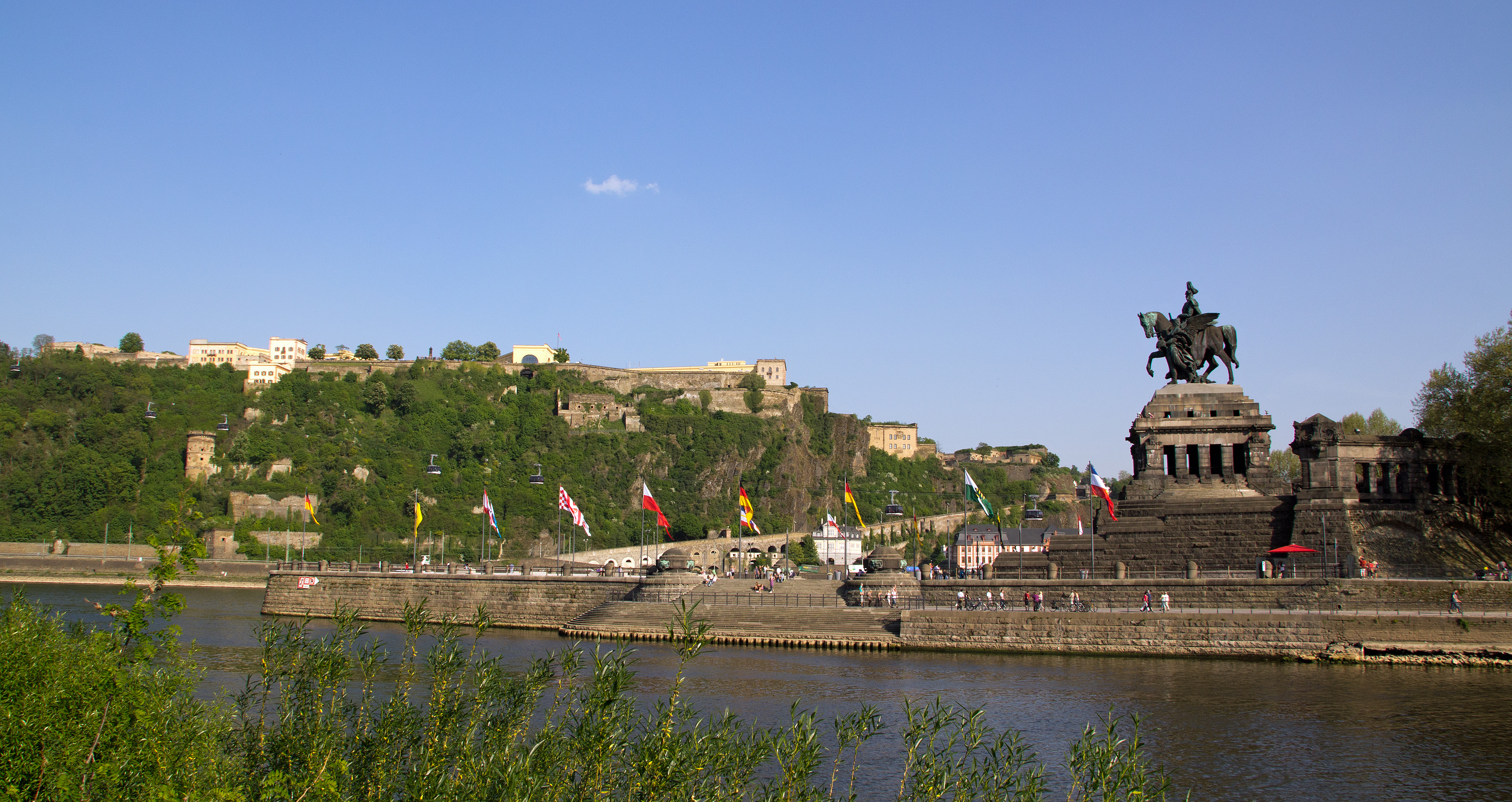
Het Deutsches Eck